# Acropora magnifica
Acropora magnifica är en korallart som beskrevs av Nemenzo 1971. Acropora magnifica ingår i släktet Acropora och familjen Acroporidae. Inga underarter finns listade i Catalogue of Life.